# Cantonul Angers-Sud
Cantonul Angers-Sud este un canton din arondismentul Angers, departamentul Maine-et-Loire, regiunea Pays de la Loire, Franța.